# 格樂大學
13°52′24″N 100°36′00″E / 13.8734°N 100.600°E
格樂大學（泰語：มหาวิทยาลัยเกริก；Krirk University）是一所位於泰國曼谷曼卿縣的私立大學。於1951年、格樂大學最初是以語言及專業學校的教育宗旨而成立，且以其創辦人格樂·龍格赫拉普里克博士（เกริก มังคละพฤกษ์）之名而命名。1970年格樂大學升格為社會技術學院（格樂），再於1995年升格為大學。今天的格樂大學擁有五個系，以及一所研究生學院。

## 著名校友
- 尼拉塔肯·斯里拉普女士(昵稱: 芭比)，第23届泰國衆議院議員。
- 辛塔拉·蘇卡帕塔納(จินตหรา สุขพัฒน์)，演员。

## 外部連結
- English website （页面存档备份，存于） （英文）
- ไทย （泰文）
- YouTube上的เพลงมาร์ช มหาวิทยาลัยเกริก krirk university

template:Universities in Thailand